# Das Lächeln einer Sommernacht (1977)
Das Lächeln einer Sommernacht ist ein amerikanisch-deutsch-österreichischer Spielfilm (Musicalfilm) von Regisseur Harold Prince aus dem Jahre 1977. Der Film ist eine Adaption des 1973 uraufgeführten Musicals A Little Night Music von Stephen Sondheim und Hugh Wheeler und damit eine musikalische Neuverfilmung von Ingmar Bergmans Filmkomödie Das Lächeln einer Sommernacht (1955).

## Handlung und Musik
Die Handlung des Films entspricht der des gleichnamigen schwedischen Films, ist aber nach Österreich verlegt und enthält zusätzlich einen Großteil der Songs des Musicals. Elizabeth Taylor, die über keine abgeschlossene Gesangsausbildung verfügte und in ihren Filmen darum nur selten gesungen hat, ist darin mit den Songs You Must Meet My Wife (mit Len Cariou), dem berühmten Send in the Clowns (Solo) und im Finale (mit Len Cariou) zu hören.

## Produktion und Rezeption
Der Film basiert auf Hugh Wheelers und Stephen Sondheims Musical A Little Night Music, das vom Februar 1973 bis August 1974 erfolgreich am Broadway aufgeführt wurde und mit einem Tony Award als bestes Musical des Jahres ausgezeichnet wurde. Die Hauptrollen in der Bühnenversion spielten Glynis Johns und Len Cariou.
An die Stelle von Glynis Johns trat in der Filmversion Elizabeth Taylor; einige andere Darsteller der Broadwayshow (Len Cariou, Hermione Gingold, Laurence Guittard) wurden in den Film übernommen. Regisseur Harold Prince hatte wenig Filmerfahrung, war aber ein bedeutender Broadwayregisseur und hatte auch in der Bühnenversion von A Little Night Music Regie geführt. Die Dreharbeiten für den in Eastmancolor und 35 mm produzierten Film begannen im September 1976.
Die Uraufführung des Films fand im September 1977 auf dem Deauville Film Festival in Frankreich statt. In den USA war er erstmals im Dezember 1977 zu sehen.
Der Song Send in the Clowns wurde der populärste, den Sondheim je komponiert hat. Schallplattenversionen entstanden danach u. a. mit Frank Sinatra, Shirley Bassey, Bing Crosby, Zarah Leander, Grace Jones, Barbra Streisand, Michael Ball und Tim Fischer.
1990 entstand unter der Regie von Scott Ellis ein Fernsehverfilmung A Little Night Music mit Sally Ann Howes und George Lee Andrews in den Hauptrollen.

## Auszeichnungen
Jonathan Tunick, der Sondheims Musik für den Film orchestrierte, gewann damit einem Oscar für die beste Musik. Kostümdesignerin Florence Klotz wurde für einen Oscar nominiert, der dann jedoch an den Kostümdesigner des Films Krieg der Sterne ging.